# كرس (الحفة)
الكَرس قرية في ناحية عين التينة التابعة لمنطقة الحفّة في محافظة اللاذقية. بلغ عدد سكانها 293 نسمة عام 2004.